# Atelopus petriruizi
Atelopus petriruizi is een kikker uit de familie padden (Bufonidae) en het geslacht klompvoetkikkers (Atelopus). De soort werd voor het eerst wetenschappelijk beschreven door Maria Cristina Ardila-Robayo in 1999. Omdat de soort pas sinds recentelijk is beschreven wordt de kikker in veel literatuur nog niet vermeld. De soortaanduiding petriruizi is een eerbetoon aan Pedro Miguel Ruíz-Carranza.
Atelopus petriruizi leeft in delen van Zuid-Amerika en komt endemisch voor in Colombia. De kikker is bekend van een hoogte van 1750 tot 2500 meter boven zeeniveau. De soort komt in een relatief klein gebied voor en is hierdoor kwetsbaar. Door de internationale natuurbeschermingsorganisatie IUCN wordt de soort beschouwd als 'Kritiek'.
Atelopus petriruizi is alleen bekend van vier exemplaren die gedurende 1994 en 1998 werden gezien.